# Juilly (Sekwana i Marna)
Juilly – miejscowość i gmina we Francji, w regionie Île-de-France, w departamencie Sekwana i Marna.
Według danych na rok 1990 gminę zamieszkiwało 1288 osób, a gęstość zaludnienia wynosiła 166 osób/km² (wśród 1287 gmin regionu Île-de-France Juilly plasuje się na 579. miejscu pod względem liczby ludności, natomiast pod względem powierzchni na miejscu 506.).